# ボークー・オブ・ブルース
「ボークー・オブ・ブルース」 (Beaucoups of Blues) は、1970年にリンゴ・スターが発表した楽曲。または、同曲が収録されたシングル。

## 解説
リンゴ・スターのソロ・ファースト・シングル。1970年9月にイギリスとアメリカで発表されたリンゴのセカンド・アルバム『カントリー・アルバム』（原題はこの曲と同じBeaucoups Of Blues）の冒頭に入っていた曲。このセカンド・アルバムは全編リンゴの好きなカントリー・アンド・ウェスタンで、カントリーの本場であるアメリカのテネシー州ナッシュビルで録音された。コンポーザーはバズ・レービン (Buzz Rabin)。このシングルはイギリスでは発売されず、アメリカでは1970年10月5日に発表されたが、ビルボード（Billboard）誌では同年10月28日から2週連続87位が最高位だった。B面の『クーチー・クーチー』は、リンゴ自身が作曲したオリジナル曲で、『カントリー・アルバム』には収録されていない。

## 収録曲
1. ボークー・オブ・ブルース - Beaucoups Of Blues
2. クーチー・クーチー - Coochy-Coochy